# Candle in the Wind
Pour la version de 1997 en mémoire de la princesse Diana, voir Candle in the Wind 1997.
Clip vidéo
[vidéo] « Elton John - Candle In The Wind », sur YouTube
[vidéo] « Elton John - Candle In The Wind (1997) », sur YouTube
Candle in the Wind (bougie dans le vent, en anglais) est une chanson glam rock composée et interprétée par Elton John, et écrite par Bernie Taupin, single extrait de son album Goodbye Yellow Brick Road de 1973,. Un des tubes internationaux emblématiques de sa carrière, dédié à la mémoire de Marilyn Monroe, disparue 11 ans plus tôt. Elton John l'adapte avec des nouvelles paroles en version Candle in the Wind 1997, en hommage à la disparition de la princesse Diana, 2e single le plus vendu du monde à 33 millions d'exemplaires. 

## Histoire

### Version Marilyn Monroe 1973

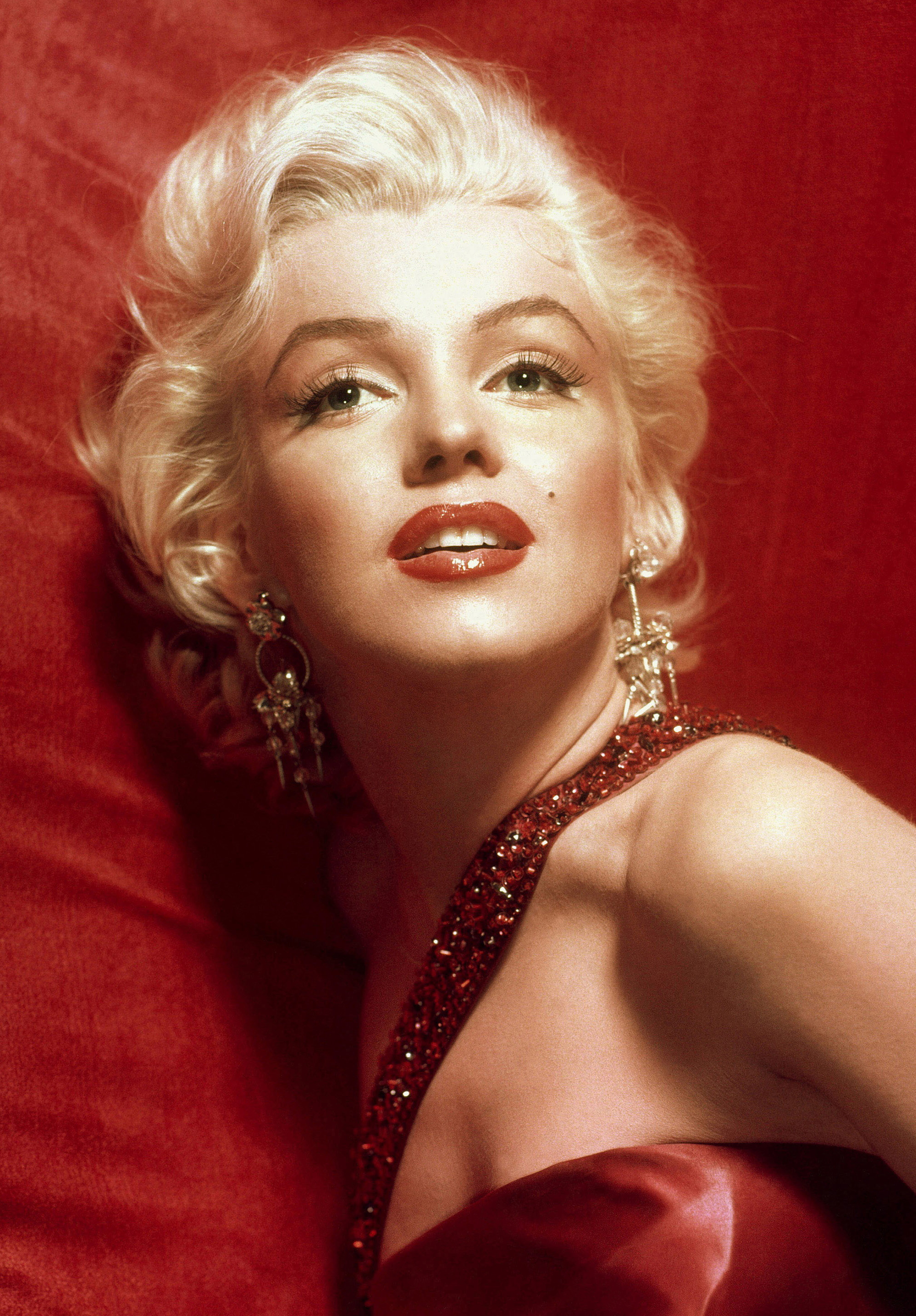
Marilyn Monroe (1953)

Elton John compose cette chanson glam rock, avec lui même au piano, avec des paroles de son parolier Bernie Taupin, sur le thème d'un hommage à la vie de l'actrice américaine Norma Jeane (Marilyn Monroe) disparue en 1962 à l'âge de 36 ans  « Au revoir Norma Jeane, ta bougie s'est consumée bien avant ta légende, Hollywood a créé une superstar, et la douleur était le prix que tu as payé, et il me semble que tu as vécu ta vie, comme une bougie dans le vent... ».
Le single atteignit la 7e place des meilleures ventes au Royaume-Uni et sa version live la 6e place aux États-Unis. Cette version est classée 347e des 500 plus grandes chansons de tous les temps selon Rolling Stone et 325e des Songs of the Century. Elton John dédie cette chanson le 7 avril 1990 à son ami Ryan White, atteint du SIDA, la veille de la disparition de celui-ci.

### Version Diana 1997
Elton John reprend cette chanson en version Candle in the Wind 1997, à la suite de la disparition accidentelle de son amie la princesse Diana Spencer, avec des nouvelles paroles dédiées et adaptées par Bernie Taupin. Elton John l'interprète au piano durant ses funérailles à l'abbaye de Westminster de Londres. Single sorti en 1997, la chanson est n°1 des ventes au Royaume-Uni et dans de nombreux pays du monde, et 2e single le plus vendu du monde du Livre Guinness des records, avec 33 millions d'exemplaires.

## Groupe original
- Elton John : chant, piano
- Davey Johnstone : guitare électrique, guitare acoustique, chœurs
- Dee Murray : guitare basse, chœurs
- Nigel Olsson : batterie, chœurs

## Reprises originales
Elton John réédite sa chanson originale entre autres sur ses albums Greatest Hits (album d'Elton John) (1974), ou Live in Australia with the Melbourne Symphony Orchestra (1986). Elle est reprise par de nombreux interprètes, dont Sandy Denny (1977), ou Udo Lindenberg (1979)...

## Quelques distinctions
- 325e des Songs of the Century
- 347e des 500 plus grandes chansons de tous les temps selon Rolling Stone
- Grammy Hall of Fame Awards (pour l'album)
- 2e des singles les plus vendu du monde (version Candle in the Wind 1997)